# 垫状虎耳草
垫状虎耳草（学名：Saxifraga pulvinaria）为虎耳草科虎耳草属下的一个种。

## 扩展阅读
- 維基物種上的相關：垫状虎耳草